# Колонка (Таганрог)
Колонка — район в Таганроге, в котором с конца XIX века проживали бельгийские инженеры Таганрогского металлургического завода.

## География
Район «Колонка» располагался между современными улицей Дзержинского, Заводской улицей, улицей Павла Осипенко, Парковым переулком.

## История района
Таганрогский металлургический завод был основан в Таганроге в 1894 году, когда титулярный советник Н. К. Флиге и бельгийские подданные граф П. де Гемптин, Л. Тразенстер и Ю. Б. Герпеньи создали акционерное Русско-Бельгийское общество по строительству металлургического завода. Основным акционером и директором завода с 1904 по 1916 год был бельгиец Альберт Нев. Рабочие завода были набраны из числа бедных горожан и обитателей окрестных деревень. Инженерный же состав преимущественно состоял из бельгийцев.
Бельгийские инженеры со своими семьями были расселены в специально построенных для них одноэтажных домиках неподалёку от заводоуправления металлургического завода, в районе под названием «Колонка». Топоним «Колонка» рождён местными жителями, которые окрестили этот район «Колонкой», упростив понятие «Бельгийская колония». В книге «Памятные страницы» (1961) о «Колонке» говорится: «... для мастеров-бельгийцев дирекция построила двухквартирные домики вблизи завода. Около каждого был отведён участок под сад и огород. Бельгийским инженерам предоставили коттеджи на берегу моря». В книге «Пламя, металл, люди» (1972) район упоминается следующим образом: «При Таганрогском заводе выстроено десятка два новых домиков (имеется в виду нынешняя колонка. — Авт.), некоторые с довольно комфортабельной отделкой, предназначены для главных служащих завода: инженеров, управляющих, техников и других».
В 1928 году в заводской газете «Вальцовка» появилась заметка (орфография сохр.): «В заводской колонии и по некоторым участкам завода устанавливается водопровод, которой будет подавать питьевую воду для противопожарных работ».
В музее Таганрогского металлургического завода сохранились письма-треугольники времен Великой Отечественной войны, поступавшие по адресам: «г. Таганрог, Колонка, дом №...».
С середины 1960-х по 1980-е годы домовладения «Колонки» последовательно сносились и территория застраивалась многоэтажными домами для работников металлургического завода, а также детскими садиками «Теремок» и «Алёнушка».
В настоящее время топоним «Колонка» не употребляется в разговорной речи таганрожцев и известен только краеведам.